# Tällsjön, Småland
Tällsjön är en sjö i Västerviks kommun i Småland och ingår i Marströmmens huvudavrinningsområde. Sjön är 13 meter djup, har en yta på 0,688 kvadratkilometer och befinner sig 40,2 meter över havet. Sjön avvattnas av vattendraget Tribbhultebäcken.

## Delavrinningsområde
Tällsjön ingår i det delavrinningsområde (637984-153502) som SMHI kallar för Utloppet av Tällsjön. Medelhöjden är 57 meter över havet och ytan är 10,34 kvadratkilometer. Det finns inga avrinningsområden uppströms utan avrinningsområdet är högsta punkten. Tribbhultebäcken som avvattnar avrinningsområdet har biflödesordning 2, vilket innebär att vattnet flödar genom totalt 2 vattendrag innan det når havet efter 10 kilometer. Avrinningsområdet består mestadels av skog (87 %). Avrinningsområdet har 0,79 kvadratkilometer vattenytor vilket ger det en sjöprocent på 7,6 %.